# 鹿野未涼
鹿野 未涼（かの みすず）は、福岡県を拠点に活動している日本のフリーアナウンサー。

## 来歴
福岡県福岡市出身。明治大学卒業。大学在学時にはテレビ朝日アスクにも通っていた。
2017年4月に鹿児島放送 (KKB) に入社し、同期の小田都由、柏野仁弥とともに同局のアナウンサーになる。同局在籍中に防災士の資格を取得した。
2022年まで在籍した後、フリーアナウンサーに転身。同時にNHK福岡放送局の契約キャスターになり、同年4月から『はっけんTV』と『はっけんラジオ』に隔週出演している。

## 担当番組

### テレビ番組
- ぷらナビ+（鹿児島放送） - MC[1]
- Jチャン+（鹿児島放送） - 天気コーナー担当[7]、水曜「健やかライフ」担当[7]、金曜「ふる熱人」担当[8]、キャスター[9]
- ですです。（鹿児島放送）[8]
- はっけんTV（NHK福岡放送局） - 隔週キャスター（2022年4月11日 - ）

### ラジオ番組
- はっけんラジオ（NHK福岡放送局） - 隔週キャスター（2022年4月4日 - ）[注釈 1]